# Gökçeyaka, Yeşilova
Gökçeyaka là một xã thuộc huyện Yeşilova, tỉnh Burdur, Thổ Nhĩ Kỳ. Dân số thời điểm năm 2010 là 198 người.